# Cernadilla
Cernadilla est une commune espagnole de la province de Zamora dans la communauté autonome de Castille-et-León.

## Personnalités liées à la commune
- Le footballeur portugais Diogo Jota et son frère André Silva se tuent dans un accident de voiture survenu le 3 juillet 2025 sur une portion de l'autoroute A52 qui traverse la commune[2].